# باتكين الرومي
أبو المظفر شمس الدين باتِكِين بن عبد الله الرّومي النّاصري (1165 - 1242) والي عباسي وشاعر عراقي. كان مملوكًا لعائشة بنت يوسف الخليفة المستنجد بالله، وخدم في الجيش، وسلمت إليه البصرة فأقام بها بحربها وخراجها 23 سنة فعمّرها. ثم نقله المستنصر بالله إلى إربل سنة 630 هعـ واليًا عليها حربًا وخراجًا. ودخلها الإيلخانيون سنة 635 هـ في عهد بعد حرب وحصار. فغادرها إلى بغداد ولزم داره إلى أن توفي. له شعر، ضاع معظمه. 

## سيرته
هو أبو المظفر شمس الدين باتِكِين بن عبد الله الرومي الناصري. ولد سنة 560 هـ/ 1165 م. كان مملوكًا لعائشة بنت الخليفة المستنجد بالله. خدم في الجيش العباسي، وأقام بتكريت مدة، وسُلمت إليه البصرة بِحَربها وخراجها، فأقام بها 23 سنة، فعمّرها وبنى لها سورًا، وجدّد بها مدارس. وأنشأ مدرسة للحنابلة ومدرسة أخرى للطب. ووقف في جميع المدارس كتبًا. وانتشر العلم في أيامه.

ولما ملك الخليفة المستنصر بالله إربل في 630 هـ نقله من البصرة إليها واليًا عليها، حربًا وخراجًا، "فأزار المكوس وأصلح السور وحفر خندقًا ودخلها المغول في عهدة سنة 635 هـ بعد حرب وحصار، فقارقها إلى بغداد"، ولزم داره إلى أن توفي سنة 640 هـ/ 1242 م.